# Pheidole cubaensis
Pheidole cubaensis är en myrart som beskrevs av Mayr 1862. Pheidole cubaensis ingår i släktet Pheidole och familjen myror.

## Underarter
Arten delas in i följande underarter:
- P. c. cubaensis
- P. c. grayi

## Bildgalleri

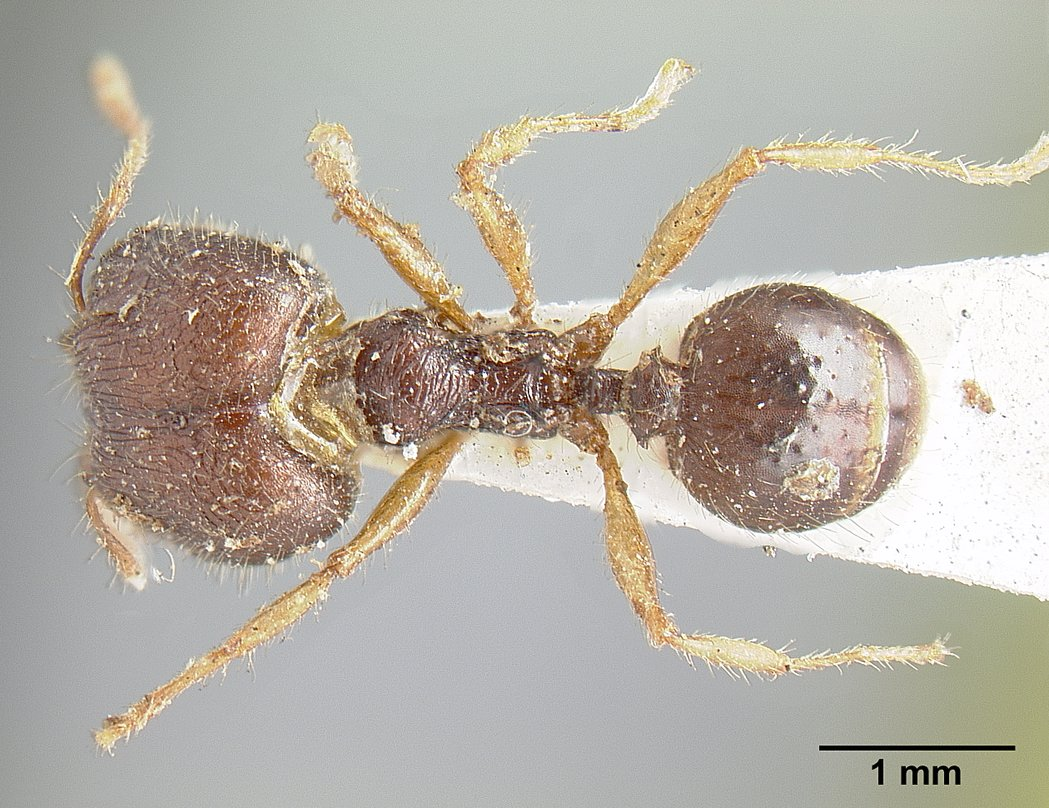
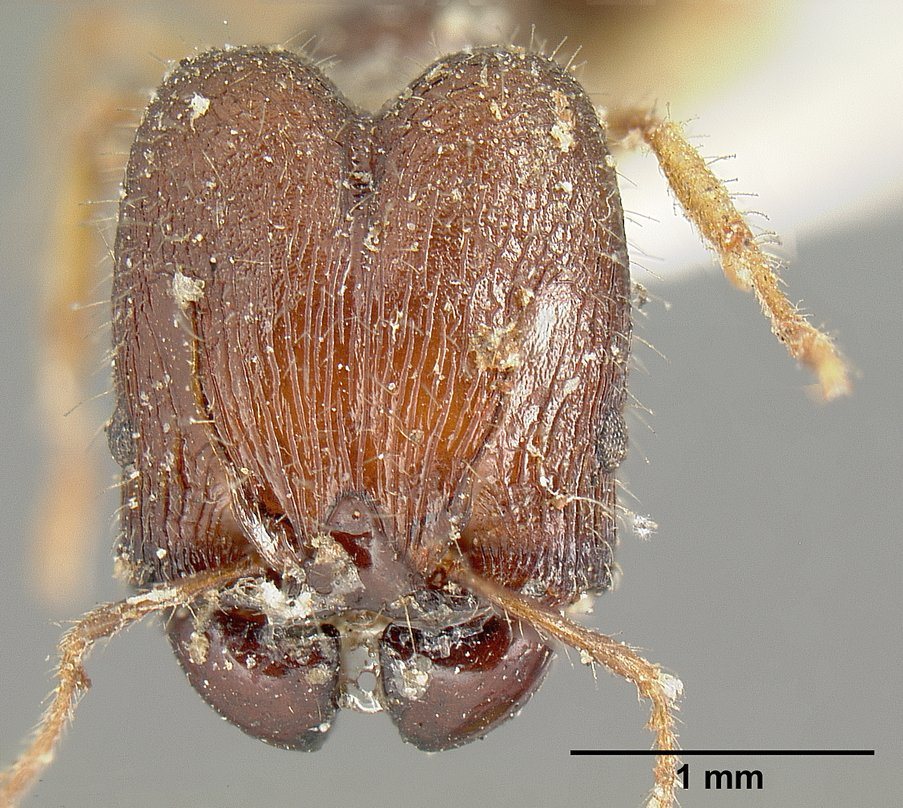
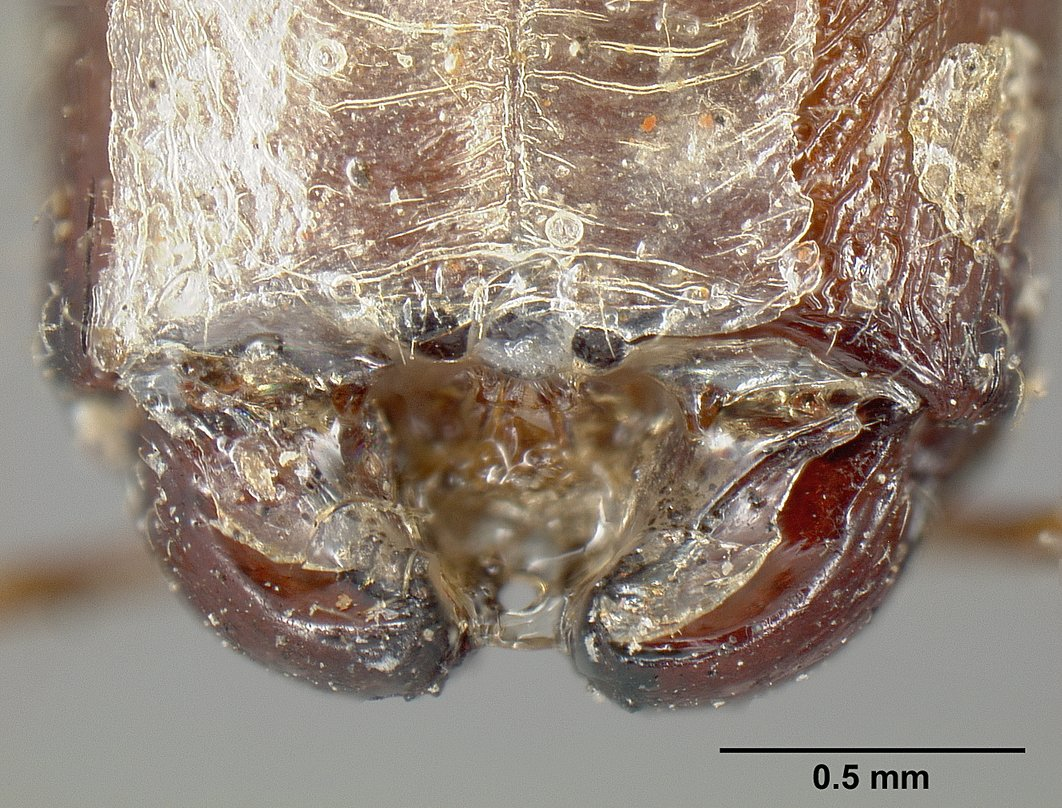
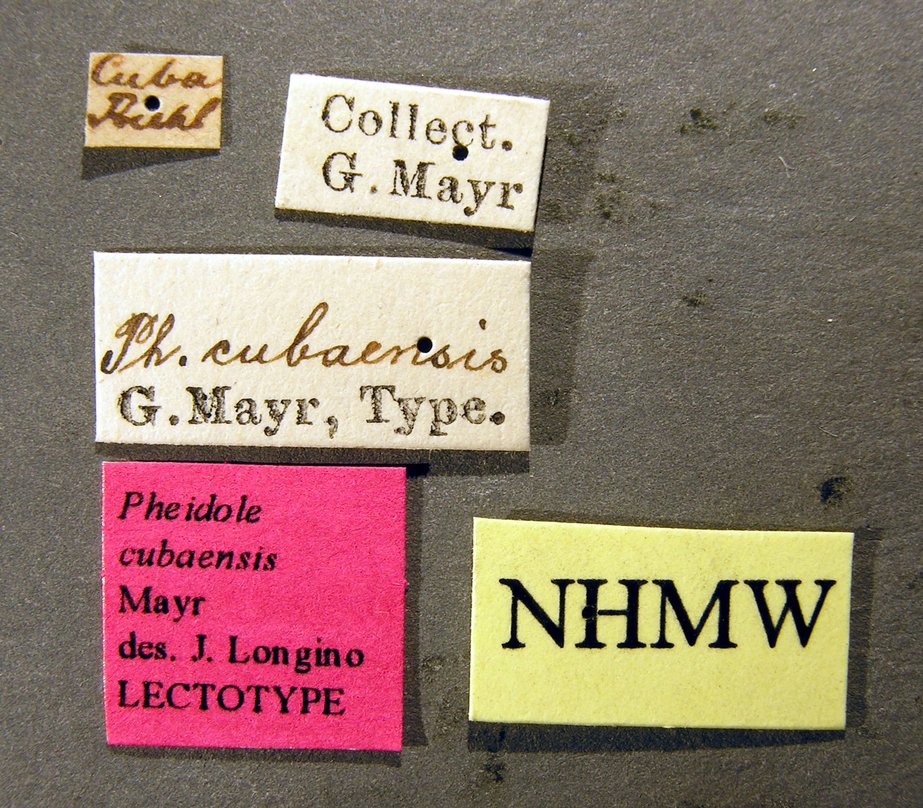
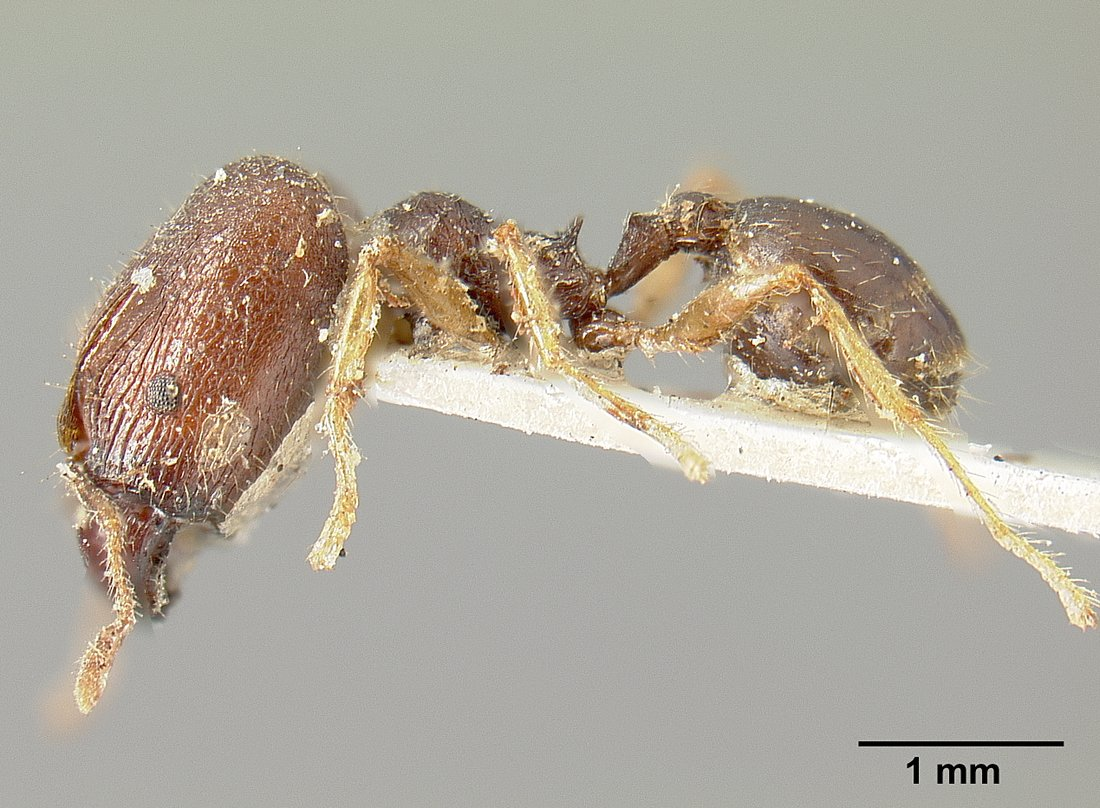
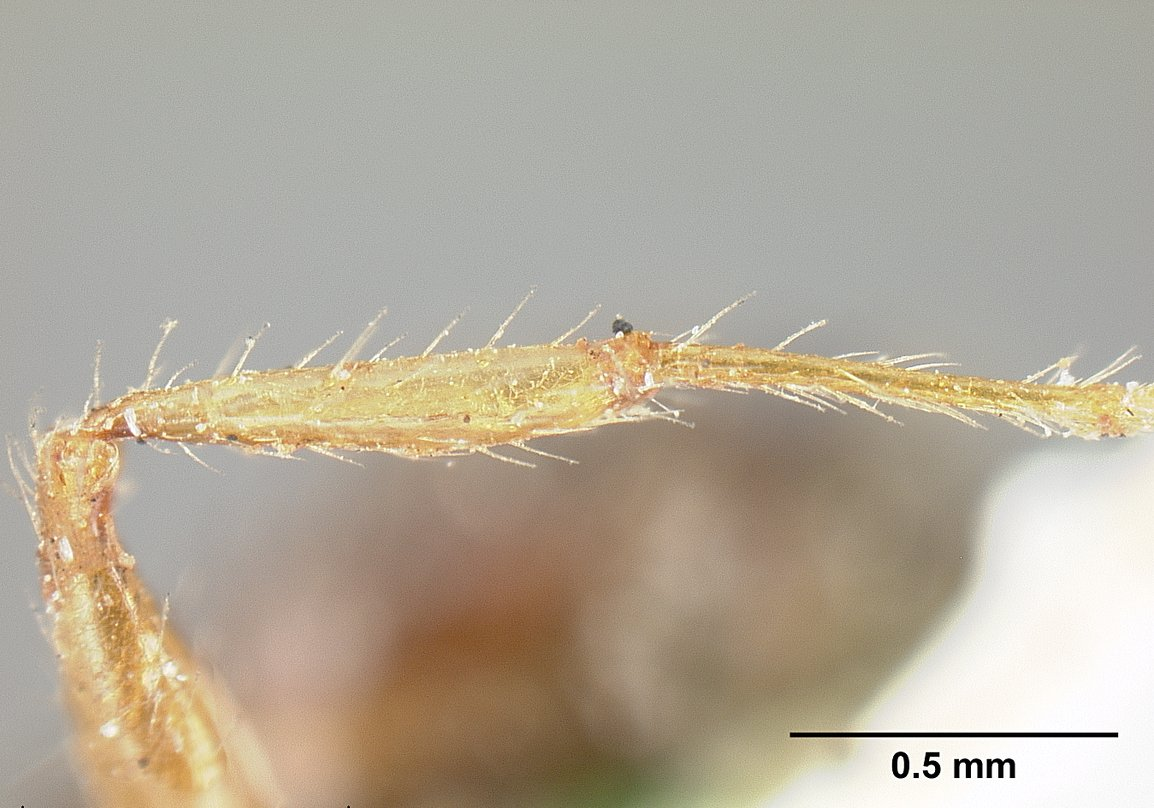